# Pfarrer Braun: Das Skelett in den Dünen
Das Skelett in den Dünen ist ein deutscher Fernsehfilm von Martin Gies aus dem Jahr 2003. Es handelt sich um die zweite Episode der ARD-Kriminalfilmreihe Pfarrer Braun mit Ottfried Fischer in der Titelrolle.

## Handlung
Die zweite Episode spielt wie der erste Fall Der siebte Tempel auf der Nordseeinsel. Am Strand wird durch den Sohn Geigers – des örtlichen Polizeichefs – ein Skelett entdeckt, das die sterblichen Überreste des Künstlers Wigbert Münzing darstellt. Seltsam ist nur, dass jener scheinbar noch immer in vollen Zügen lebt. Schließlich kann Braun dem Obdachlosen Onno eine zweite Existenz nachweisen.

## Hintergrund
Die Erstausstrahlung fand am Freitag, den 25. April 2003 auf Das Erste und ORF2 statt.

## Kritik
Die Kritiker der Fernsehzeitschrift TV Spielfilm gaben dem Film die schlechteste Wertung, sie zeigten mit dem Daumen nach unten. Sie konstatierten: „Quälendes Schülerkabarett mit Geronto-Faktor.“